# Laparoskopische Einzelzugangchirurgie

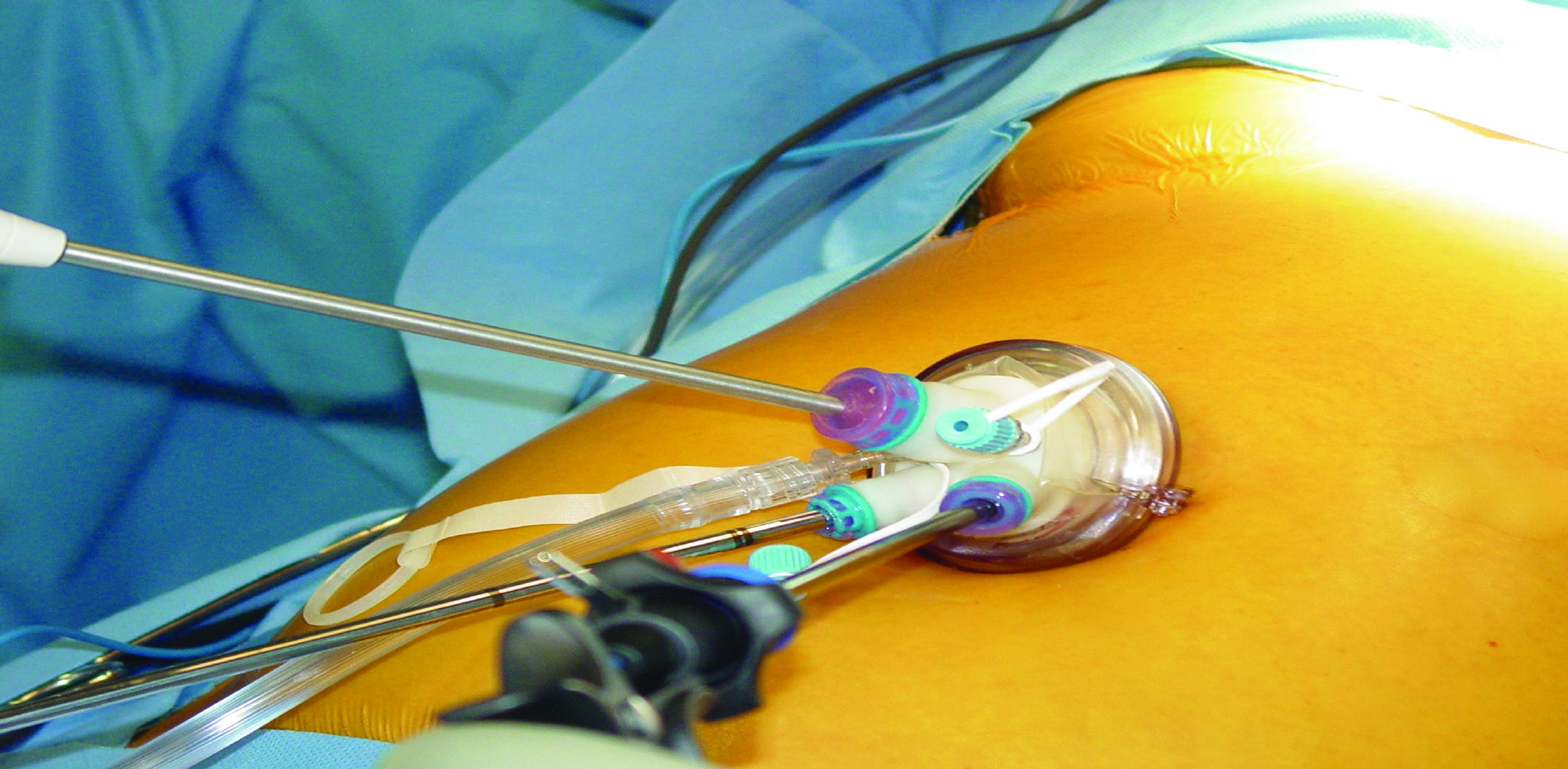
Laparoskopischer Einzelzugang durch den Bauchnabel

Die Single-Access Laparoscopic Surgery bzw. laparoskopische Einzelzugangchirurgie ist eine Operationsmethode der minimalinvasiven Chirurgie mit nur einem Zugang. Sie ist damit eine spezielle Form der laparoskopischen Chirurgie. Eine gängige Abkürzung für den Begriff ist das Akronym SALS.

## Prinzip
Im Unterschied zu anderen Methoden der minimalinvasiven Chirurgie, erfordert dieses Verfahren nur einen einzigen Zugang zum Operationsbereich im Körperinneren. Dies wird dadurch ermöglicht, dass der Zugang durch den Bauchnabel erfolgt und somit sowohl die Endoskopie- als auch die chirurgischen Instrumente durch diese einzige Öffnung bis in den Manipulationsbereich im Körper gebracht werden können. Die Anzahl der verbleibenden Operationsnarben ist dadurch auf eine beschränkt.
Mit dieser Methode ist es gegenwärtig möglich, Gallenblasen-, Magen-, Blind- und Dickdarm- sowie Leistenbruchoperationen durchzuführen.